# Michail Tolstych
Michail "Givi" Tolstych (ryska: Михаил Толстых), född 19 juli 1980 i Ilovaisk, Donetsk oblast, död 8 februari 2017 i Donetsk, var en prorysk ukrainsk milisledare i Folkrepubliken Donetsk.
Tolstych, mest känd som Givi, var kommendant för Somalibataljonen (uppkallad så "som en anti-imperialistisk hyllning till de somaliska fiskarna som tog över utländska storföretags skepp när dessa fiskade ut deras vatten") och var en ledande person i Folkrepubliken Donetsk i östra Ukraina. Hans förband har deltagit i striderna under kriget i Donbass, bl.a. vid Ilovajsk (augusti–september 2014), då den ukrainska armén led svåra förluster efter att separatisterna fått stöd av ryskt artilleri, vid Donetsk internationella flygplats (september 2014 – januari 2015). Han har fått en hjältestatus i östra Ukraina och har varit inblandad i både psykisk och fysisk misshandel av ukrainska krigsfångar. Agerandet mot fångar har av experter beskrivits som brott mot krigslagarna och Genèvekonventionen. I egenskap av befälhavare för Somalibataljonen stödde han aktivt åtgärder och politik som undergrävde Ukrainas territoriella integritet, suveränitet och oberoende och ytterligare destabiliserade Ukraina. Han stod därför sedan 2015 på EU:s sanktionslista.
Tolstych dödades i en explosion 2017 i det separatisthögkvarter i Donetsk där han befann sig. Rebellerna i Donetsk beskriver attentatet som "en terrorattack, utförd av den ukrainska säkerhetstjänsten". Attentatet kopplas ihop med attacken i oktober 2016 mot en annan separatistledare som stod Tolstych nära, Arsen Pavlov. De beskrivs som två av konfliktens mest kända separatistprofiler.